# José Eustáquio de Freitas

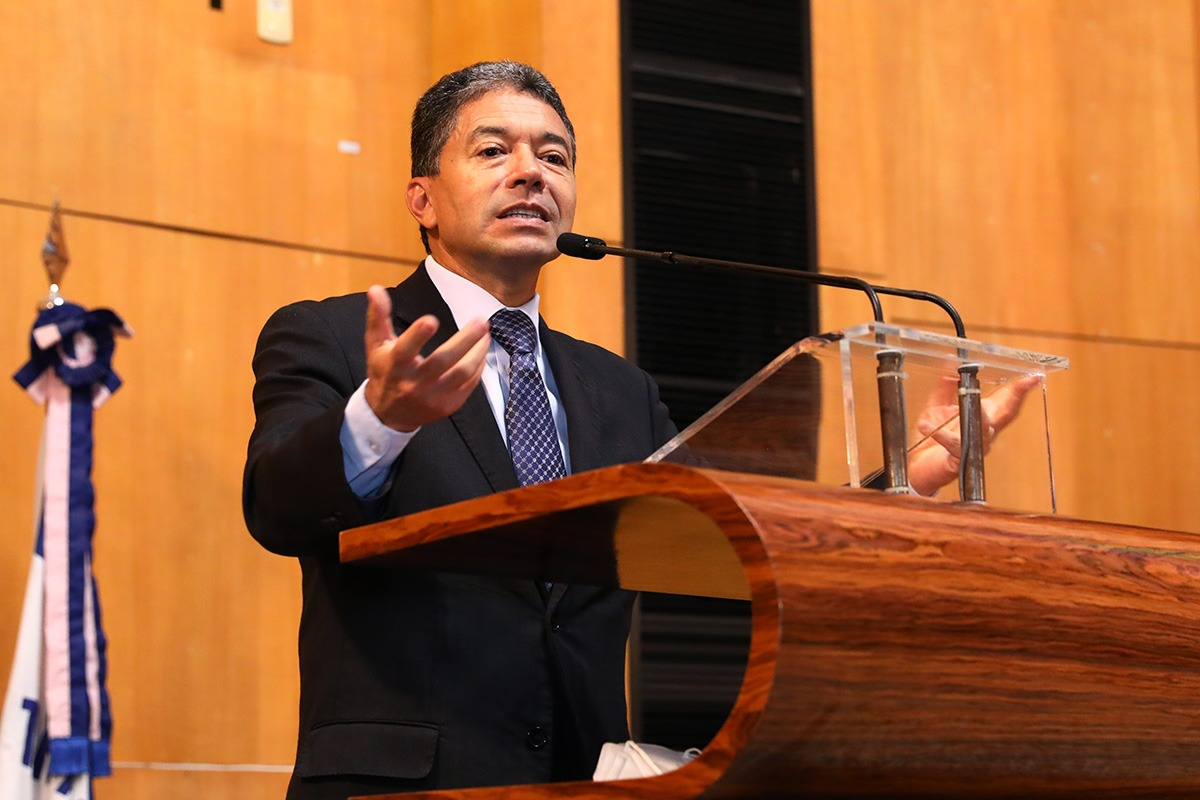
Deputado Freitas discursa no plenário da Assembleia Legislativa do Estado do Espírito Santo.

José Eustáquio de Freitas (Conselheiro Pena, 15 de abril de 1967) é empresário e produtor rural no ramo do cultivo de coco e político brasileiro, filiado ao Partido Socialista Brasileiro (PSB). É atualmente deputado estadual no Espírito Santo. 

## Biografia
Freitas nasceu em Penha do Norte, distrito da cidade de Conselheiro Pena, no Leste de Minas Gerais. Cursou Contabilidade, processamento de dados, fez curso técnico de Farmácia, foi representante na área de medicamentos até abrir sua primeira farmácia na cidade de Teófilo Otoni (MG), em 1992. 
É casado há mais de 30 anos com a farmacêutica e pedagoga, Ana Lúcia Reis de Freitas, com quem tem quatro filhos: Thalita, Thúlio e os gêmeos Arthur e Alice. 
Atuou como representante comercial do setor farmacêutico e atualmente é deputado estadual no Espírito Santo em seu quarto mandato. 
Ele disputou eleição pela primeira vez em 2006, quando era filiado ao Partido dos Aposentados da Nação (PAN), e foi eleito deputado estadual com 12.838 votos.
Depois, em 2010, foi candidato à reeleição pelo Partido Socialista Brasileiro (PSB) e conquistou o segundo mandato com o dobro de votos, sendo 24.711. 
Em 2014, o deputado Freitas disputou a reeleição novamente e manteve a vaga pela terceira vez alcançando 33.945 votos. 
Já em 2016, Freitas foi o candidato do PSB a prefeito da cidade de São Mateus, no Norte do Espírito Santo, e ficou em terceiro lugar com 10.797 votos. 
Nas eleições de 2018, se candidatou à reeleição como deputado estadual novamente e obteve 15.320 votos, ficando na posição de suplente. 
Nessa legislatura (2018-2022), assumiu a vaga na Assembleia Legislativa, como suplente, em duas ocasiões: em fevereiro de 2019, no lugar do deputado Bruno Lamas (PSB), que se licenciou para ser secretário estadual; e, em janeiro de 2021, no lugar do deputado Euclério Sampaio (DEM), que foi eleito prefeito de Cariacica, na região Metropolitana da capital.
Carreira
Freitas mudou-se de Conselheiro Pena aos 16 anos de idade com a família para Governador Valadares, também em Minas Gerais, onde conseguiu seu primeiro emprego como office-boy e depois balconista de numa farmácia. 
Freitas conheceu o balneário de Guriri, em São Mateus, no litoral Norte do Espírito Santo, em 1994, além de se encantar com as belezas naturais, vislumbrou também o potencial econômico da cidade. Tanto que em dezembro do mesmo ano (1994), inaugurou a primeira Drogaria Guriri, inovando no município ao oferecer o serviço 24 horas. Com o resultado surpreendente já no primeiro ano de atividade, o empresário vendeu o patrimônio em Minas Gerais e ampliou os investimentos no Norte capixaba aumentando o número de lojas e serviços estabelecendo farmácias também em São Mateus, Nova Venécia e Jaguaré. 
Ele diversificou o ramo de negócios ao ingressar no campo da comunicação, adquirindo a rádio Transanorte FM, na cidade de Boa Esperança, também no Norte do Estado. 
Presidiu a Associação dos Comerciantes, Empresários e Profissionais Liberais da Ilha de Guriri (ACEPLIG) e foi secretário da Câmara de Dirigentes Lojistas (CDL) de São Mateus. 
Em 2006, aos 38 anos, observando a necessidade de se ter no Estado uma representatividade política para a região Norte, Freitas aceita o desafio do projeto político e graças à aceitação popular, ele foi eleito deputado estadual, com um firme propósito de legislar em defesa do desenvolvimento e dos interesses da Região Norte do Estado do Espírito Santo, com foco na saúde, na agricultura e no desenvolvimento econômico. 
Seus objetivos: buscar alternativas que reduzam as desigualdades sociais e priorizem o fortalecimento da saúde, educação, agricultura, segurança, do desenvolvimento econômico e turístico, entre outras áreas trabalhando em harmonia com o Governo do Estado e municípios. 
Algumas conquistas
- Uma das principais conquistas do deputado Freitas foi a instalação de uma clínica de hemodiálise em São Mateus para o atendimento de pacientes renais crônicos na região Norte do Estado. Os moradores daquela região tinham que se deslocar de carro pela BR-101 por 220 quilômetros de distância em busca de tratamento na Região Metropolitana de Vitória para transplante de rim ou hemodiálise, três vezes por semana.
- Articulou com a iniciativa privada para que o antigo projeto hospitalar Dr. Salim pudesse ser transformado no Hospital Meridional de São Mateus, dando oportunidade para atendimento aos conveniados retirando a pressão sobre o hospital público Roberto Silvares.
- Outra conquista importante foi ampliar de oito para 20 o número de leitos de Unidade de Terapia Intensiva (UTI) no Hospital Roberto Silvares, também em São Mateus.
- Por intermédio do deputado Freitas, Nova Venécia recebeu o Centro de Especialidades Médicas (CEM).
- Conseguiu junto ao governo estadual investimento de grande vulto para o tratamento de esgoto do município de Nova Venécia, que hoje está com 80% do esgoto tratado.
- Por Indicação Legislativa de Freitas, a Escola Estadual de Ensino Fundamental e Médio Ana Portela de Sá, em Vila Pavão, ganhou um novo prédio com capacidade para atender mais de 1000 estudantes.
- Conquistou o asfaltamento da ES-315, que era de terra batida e hoje tem uma pista segura e sinalizada com 100% de asfalto nos 80 quilômetros que ligam o distrito de Sobradinho ao município de São Mateus.
- Conseguiu implantar a Rede Cuidar em Nova Venécia, que passou a ter consultas e exames de especialidades.
- Conquistou junto ao Governo do Estado do Espírito Santo o asfaltamento da estrada que liga Conceição da Barra a Itaúnas.
- A 1ª Companhia Independente do Corpo de Bombeiros de São Mateus ganhou uma nova sede por meio de uma indicação parlamentar do deputado Freitas.
- Operação Colheita: O deputado Freitas foi o autor da Indicação Legislativa 779/2015 que criou a operação policial nos moldes da Operação Verão para reforçar a segurança da população durante o período da colheita do café, compreendido entre maio e junho todos os anos, com atuação nos municípios produtores do Norte e Noroeste do ES e nas cidades de fronteira com Minas Gerais.
- Criação do 13º Batalhão da Polícia Militar em São Mateus, o que permitiu estruturar e implantar também as companhias da PM em Conceição da Barra e Pedro Canário, subordinadas ao 13º BPM. Este ainda emancipou o pelotão em Jaguaré, que passou a sediar a 5ª Companhia da PM. E o destacamento da PM de Guriri, balneário de São Mateus, foi transformado em 4ª Companhia da PM, passando a ter autonomia operacional.
- Inclusão digital na área rural com telefonia móvel e internet. O deputado Freitas reivindicou e conseguiu a implantação de equipamentos em várias localidades do interior do Estado, como distritos de Vinhático, em Montanha, Santa Maria, Itabaiana (Mucurici), Patrimônio do Quinze (Nova Venécia), Sobradinho (Boa Esperança), São Jorge de Barra Seca (Vila Valério), Itamira (Ponto Belo), Jurama (Vila Valério), Praça Rica (Vila Pavão), São João do Sobrado (Pinheiros) e Córrego do Giral (Jaguaré).
- Em Nova Venécia, no Norte capixaba, por meio de sua atuação parlamentar, foi instalada a 2ª Companhia do Corpo de Bombeiros e, com isso, a cidade ganhou uma sede moderna e estruturada para o atendimento a outros 11 municípios vizinhos, como: Vila Valério, São Gabriel da Palha, Vila Pavão, Boa Esperança, Pinheiros, Montanha, Mucurici, Ponto Belo, Barra de São Francisco, Água Doce do Norte e Ecoporanga.
- Duplicação da Rodovia Othovarino Duarte Santos (ES-423), ligando a sede de São Mateus a Guriri, encurtou a viagem dos moradores e turistas e aumentou a segurança no trânsito, inclusive com ciclovias, uma das maiores obras de mobilidade realizadas no município.

Referências
https://especiais.gazetadopovo.com.br/eleicoes/2018/resultados/municipios-espirito-santo/deputado-estadual-candidato-freitas-40100/
http://eleicoes.folha.uol.com.br/folha/especial/2006/eleicoes/es1de-1.html
https://placar.eleicoes.uol.com.br/2010/1turno/es/
http://g1.globo.com/politica/eleicoes/2014/es/apuracao-votos.html
http://g1.globo.com/espirito-santo/eleicoes/2016/
https://placar.eleicoes.uol.com.br/2018/1turno/es/apuracao-no-estado/